# Триліська сільська рада (Фастівський район)
| Триліська сільська рада — колишній орган місцевого самоврядування у Фастівському районі Київської області з адміністративним центром у с. Триліси. Водоймища на території, підпорядкованій даній раді: річка Кам'янка. Сільській раді підпорядковані населені пункти: - с. Триліси |

## Склад ради
Рада складається з 16 депутатів та голови.

### Керівний склад ради
| ПІБ                       | Основні відомості                                                                 | Дата обрання | Дата звільнення |
| ------------------------- | --------------------------------------------------------------------------------- | ------------ | --------------- |
| Саєнко Василь Іванович    | Сільський голова, 1952 року народження, освіта, член Комуністичної партії України | 26.03.2006   | 31.10.2010      |
| Дуганова Ольга Григорівна | Сільський голова, 1959 року народження, освіта вища, позапартійна                 | 31.10.2010   |                 |

Примітка: таблиця складена за даними джерела